# Sebayt
Sebayt (transcripción: sb.yt) es un género literario desarrollado en el Antiguo Egipto. La palabra significa literalmente enseñanzas o instrucciones y se refiere a las enseñanzas éticas y cívicas que se centraban en la «forma de vivir la verdad». Estos textos no mantienen una forma literaria fija, los une la finalidad: la instrucción.

## Descripción
La mayoría de sebayt se conservan en rollos de papiro que son copias de otras obras anteriores. Cuatro ejemplos importantes se conservan en el Papiro Prisse, dos rollos de papiro guardados en el Museo Británico, y en la Tablilla Carnavon, conservada en el Museo de El Cairo. 
Este género tiene mucho en común con la literatura sapiencial de otras culturas, por ejemplo, con el Libro de los Proverbios del Antiguo Testamento, que ha sido relacionado con las Instrucciones de Amenemope.
Muchos de los primeros sebayt afirman en su texto haber sido escritos en el tercer milenio a. C., durante el Imperio Antiguo, pero es general el acuerdo de que se compusieron más tarde, a partir del Imperio Medio (c. 1991-1786 a. C). Esta atribución a autores ficticios de un pasado lejano pretende dar a los textos una mayor autoridad. Los autores no se presentan como sacerdotes sino como oficiales o escribas ya mayores, que comienzan hablando del éxito de sus vidas y legan a su hijo la experiencia de su vida, dando consejos para triunfar. 
El sebayt fue un género de larga vida, con nuevas composiciones que aparecen incluso en la época romana. Algunas de las enseñanzas, como las Instrucciones de Amenemhat (escrito c. 1950 a. C.) se copiaron y se transmitieron continuamente por más de 1500 años.

## Obras más conocidas
Quizás el más conocido sebayt es el que afirma haber sido escrito por Ptahhotep, el chaty del faraón de la quinta dinastía Dyedkara-Isesi, que recibe el nombre de Instrucciones de Ptahhotep. La enseñanza aparece en el Papiro Prisse, junto con el final de las Instrucciones de Kagemni. Otro bien conocido se atribuyó a Dyedefhor, aunque sólo sobreviven unos pocos fragmentos de sus Instrucciones.
Otros dos sebayt se atribuyen a sendos gobernantes de Egipto. El primero de ellos se titula Enseñanzas de Jety para su hijo Merikara, y en el documento se afirma que está escrito por Jety VII para Merykara. Sin embargo, ambos fueron faraones del muy inestable periodo de las dinastías novena y décima y casi nada se sabe de ellos, siendo muy probable que el texto fuese compuesto en un periodo posterior.
La otra enseñanza real es Instrucciones de Amenemhat. Este reputado sebayt figura como escrito por Amenemhat I, el fundador de la dinastía XII, pero probablemente fue compuesto después de su muerte. Aunque no se atribuye a un faraón, Instrucciones a los leales incide en las virtudes de obediencia y respeto al faraón.

### Citas
1. ↑  Grapow y Ermann: op. cit., vol. 5, 288.2-289.23
2. ↑  Otro significado es, curiosamente, castigo, cf. Grapow y Ermann: op. cit., vol. 5, 288.2-289.23
3. ↑  Williams: op. cit., pág. 7.
4. ↑  Lichtheim: op. cit., pp. 146-163.
5. ↑  Lichtheim: op. cit., pp.61 y ss.
6. ↑  Simpson (1972), pág. 177; Parkinson (2002), pp. 313-315.
7. ↑  Lichtheim: op. cit., pp. 58 y ss.
8. ↑  Lichtheim: op. cit., pp. 97 y ss.
9. ↑  Lichtheim: op. cit., pp. 135 y ss.